# The Back Seat of My Car
«The Back Seat of My Car» es una canción de Paul McCartney, acreditada a Paul & Linda McCartney. Con esta canción se termina el álbum Ram, fue sacada al mercado como sencillo en Reino Unido, ocupando el puesto #39.
John Lennon, compañero de McCartney en su época de Beatle, pensó que la canción iba dirigida a él y a su esposa, Yoko Ono; especialmente el verso: "We believe that we can´t be wrong".
También es famosa por contener los versos "We end up in Mexico city" y "We can link it to Mexico city" refiriéndose a la Ciudad de México
McCartney presentó por primera vez esta canción el 14 de enero de 1969 en las sesiones de Let it Be en los estudios Twickenham , también se cree que fue presentada para los álbumes Abbey Road y The Beatles.
El crítico Stephen Thomas Erlewine de Allmusic declaró que la canción es "imaginativa y magnífica" de acuerdo al álbum Ram y también la llamó "un triste final en alza".

## Lanzamiento
Con Heart of the Country en el lado B del sencillo The Back Seat of my Car logró llegar a la posición número #39 del UK Singles Chart, la posición más baja de los 3 sencillos lanzados de Ram, ya que Uncle Albert/Admiral Halsey fue número #1 en Estados Unidos y Eat at Home fue número #7 en Holanda y #8 en Noruega.

## Posiciones en listas
| Lista                          | Posición |
| ------------------------------ | -------- |
| Reino Unido (UK Singles Chart) | 39       |